# Alain Hutchinson
Alain Hutchinson (ur. 10 grudnia 1949 w Schaerbeek) – belgijski polityk, minister w rządzie wspólnoty francuskiej, w latach 2004–2009 poseł do Parlamentu Europejskiego.

## Życiorys
Z wykształcenia i zawodu pracownik socjalny. Od 1972 do 1987 był sekretarzem organizacji związkowej FGTB (Fédération Générale du Travail de Belgique). Przez rok pełnił funkcję dyrektora biura Ministra ds. Socjalnych i Zdrowia w rządzie wspólnoty francuskiej. Później do 1999 był dyrektorem biura premiera Regionu Stołecznego Brukseli. Od 1988 do 1999 zajmował także stanowisko wiceburmistrza Sint-Gillis, odpowiedzialnego za kulturę i edukację. Był sekretarzem stanu ds. mieszkalnictwa i energii w rządzie stołecznym oraz ministrem budżetu i ds. socjalnych w rządzie wspólnoty francuskiej.
W wyborach w 2004 uzyskał mandat deputowanego do Parlamentu Europejskiego z ramienia walońskiej Partii Socjalistycznej. Zasiadał w Grupie Socjalistycznej, Komisji Rozwoju Regionalnego i później w Komisji Rozwoju. W 2009 nie ubiegał się o reelekcję. W tym samym roku wybrany został na deputowanego parlamentu Regionu Stołecznego Brukseli.